# Cotton Fields
Cotton Fields è un brano musicale del 1940 scritto da Huddie Ledbetter, anche noto come Lead Belly.

## Versione dei The Beach Boys
Nel 1969 il gruppo rock statunitense The Beach Boys ha inciso il brano come cover con il titolo Cottonfields, pubblicandolo nel 1970 come singolo estratto dall'album 20/20.
La canzone vede Al Jardine nel ruolo di cantante principale.

### Tracce
- 7"

1. Cottonfields
2. The Nearest Faraway Place

## Altre versioni
- Johnny Cash nel 1962 ha incluso il brano nell'album The Sound of Johnny Cash.
- I Creedence Clearwater Revival hanno eseguito il brano per l'album Willy and the Poor Boys.
- Playing For Change (PFC) per l'album Song Around the World
- Francesco Guccini nel 2023 ha eseguito il brano nell'album  Canzoni da osteria.